# Mitranthes nivea
Mitranthes nivea är en myrtenväxtart som beskrevs av George Richardson Proctor. Mitranthes nivea ingår i släktet Mitranthes och familjen myrtenväxter. IUCN kategoriserar arten globalt som starkt hotad.
Artens utbredningsområde är Jamaica. Inga underarter finns listade i Catalogue of Life.